# Wurmberg (Harz)
Der Wurmberg, früher Wormberch, Wormsberg oder Wormberg genannt, im Landkreis Goslar ist mit 971,2 m ü. NHN der zweithöchste Berg des Mittelgebirges Harz und der höchste Berg Niedersachsens.

## Geographische Lage

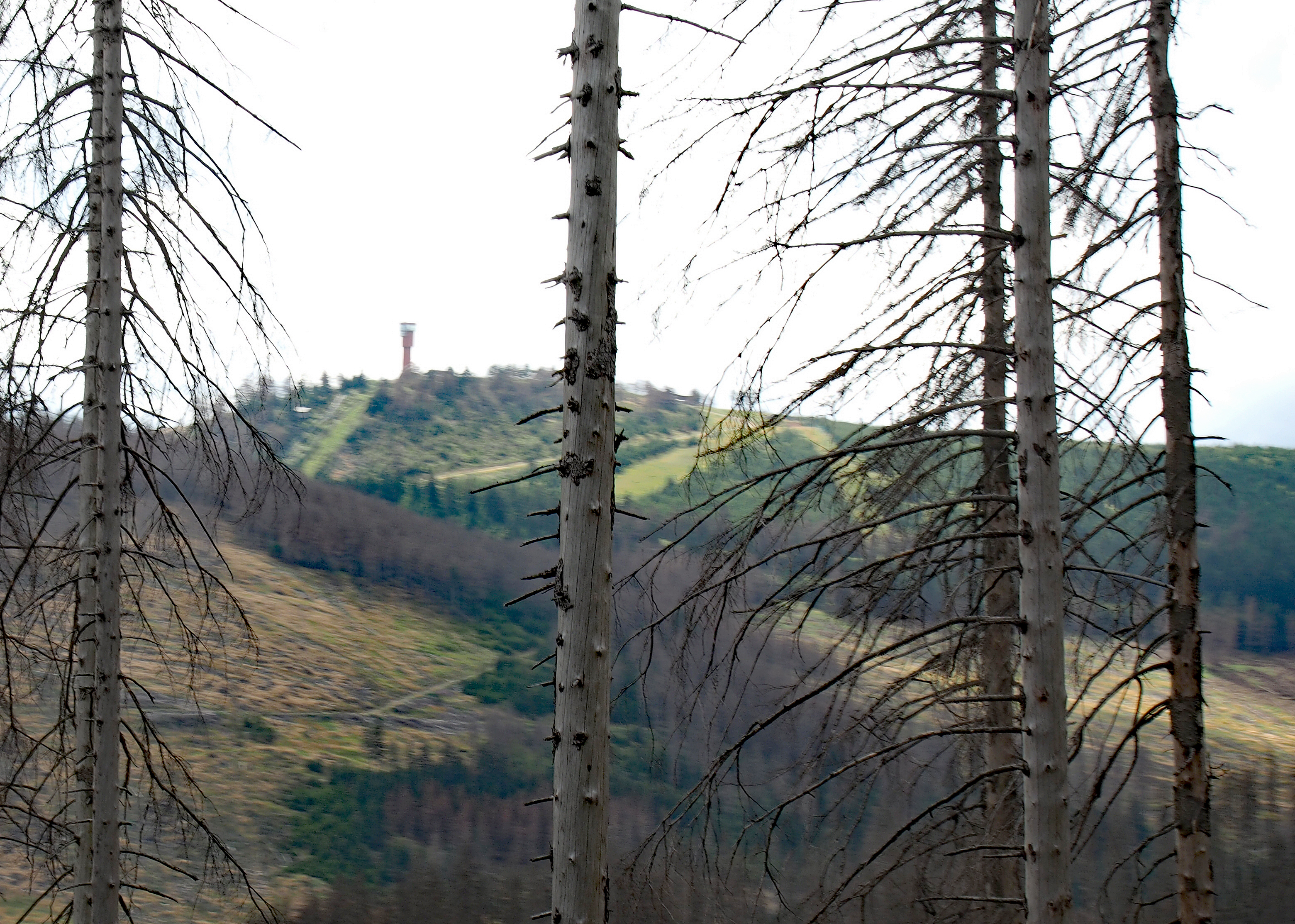
Blick aus der Brockenbahn zum Wurmberg

Der Wurmberg erhebt sich unmittelbar außerhalb des Nationalparks Harz im Naturpark Harz rund 3,3 km nördlich von Braunlage (etwa 560 m) und etwa 3 km westsüdwestlich von Schierke, das im benachbarten Landkreis Harz in Sachsen-Anhalt liegt.
Sein Gipfel befindet sich rund 4,8 km südlich (je Luftlinie) von jenem des Brockens. Beide Berge werden vom Tal der Kalten Bode getrennt, die dort in West-Ost-Richtung verlaufend etwa zwischen 700 und 650 m Höhe fließt. Die Grenze zu Sachsen-Anhalt führt nördlich und östlich am Berg vorbei. Jenseits davon liegen in Richtung Schierke Großer (906,4 m) und Kleiner Winterberg (837 m).
Zwischen dem Wurmberg und dem Kleinen Winterberg entspringt die Bremke. Westlich vorbei am Berg fließt die Große Bode als östlicher Quellbach der Warmen Bode, die südlich des Bergs durch Braunlage fließt.

## Geologie
Der Wurmberg ist im Wesentlichen aus Brockengranit aufgebaut. Darüber liegt noch kontaktmetamorpher Hornfels, der zeigt, dass es sich um die Dachregion des Brockenplutons handelt.

## Naturschutzgebiet Wurmberg
Der Wurmberg lag bis Oktober 2006 innerhalb des Naturschutzgebietes „Oberharz“. Um weitere Möglichkeiten für alpines Skifahren zu schaffen, sind seitdem nur noch zwei Teilflächen mit zusammen 183 ha Fläche am West- und Südwesthang als Naturschutzgebiet Wurmberg ausgewiesen.

## Wurmbergklippen
Auf der Südflanke des Wurmbergs gibt es die zwei markanten Wurmbergklippen, die zu den zahlreichen Harzklippen gehören:
- Die Große Wurmbergklippe oder Große Klippe (⊙; max. 823,8 m[4]), die als Naturdenkmal (ND GS 32) ausgewiesen ist, befindet sich im Naturschutzgebiet Wurmberg etwa 220 m westlich der Seilbahntrasse zwischen der Berg- und Mittelstation der Wurmbergseilbahn, wenig oberhalb des inzwischen zugeschütteten oberen Wurmbergsteinbruchs.
- Die Kleine Wurmbergklippe oder Kleine Klippe (⊙; bei etwa 690 m[4]) liegt zwischen der Mittel- und Talstation der Seilbahn knapp 100 m östlich der Seilbahntrasse im Fichtenwald.

## Geschichte

### Bergname
Schon im 13. Jahrhundert taucht für den Wurmberg der Name Wormberch in den Lehnbüchern und Güterverzeichnissen der Grafschaft Regenstein-Blankenburg in Verbindung mit dem Eisenerzbergbau auf. Im 19. Jahrhundert wurde der Berg noch Wormsberg oder Wormberg genannt, eine schlüssige Deutung des Namens liegt bislang nicht vor.

### Historische Steinanlagen

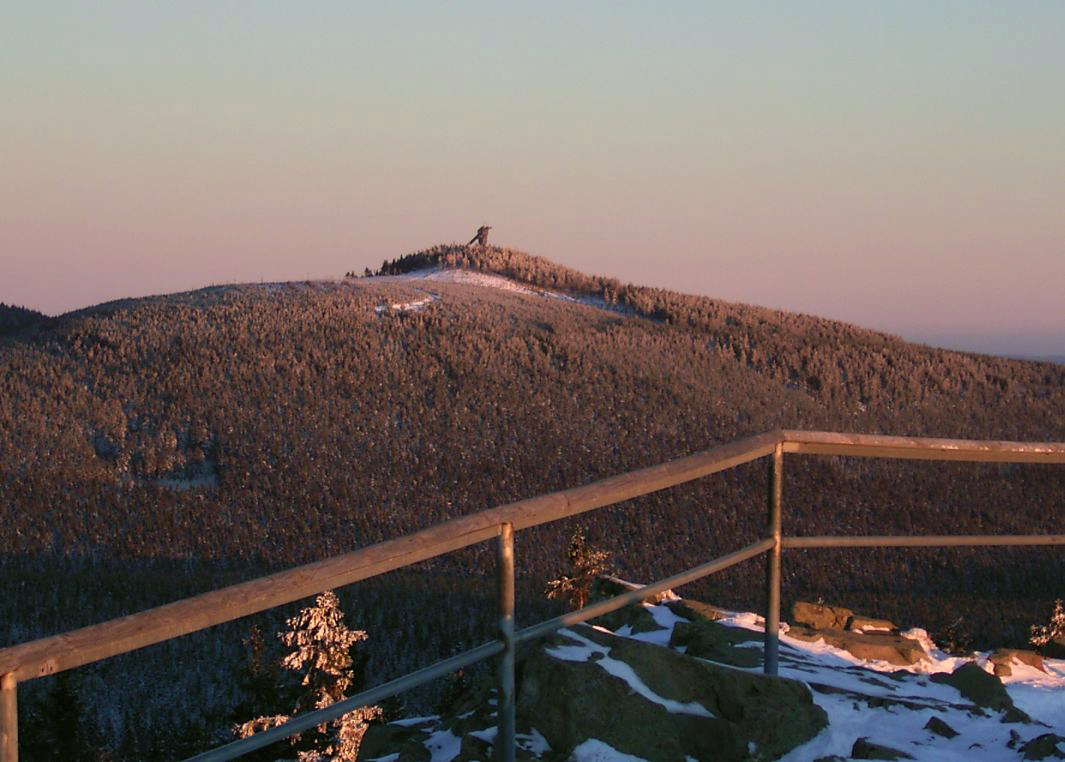
Blick von der Achtermannshöhe zum Wurmberg mit der ehemaligen Wurmbergschanze

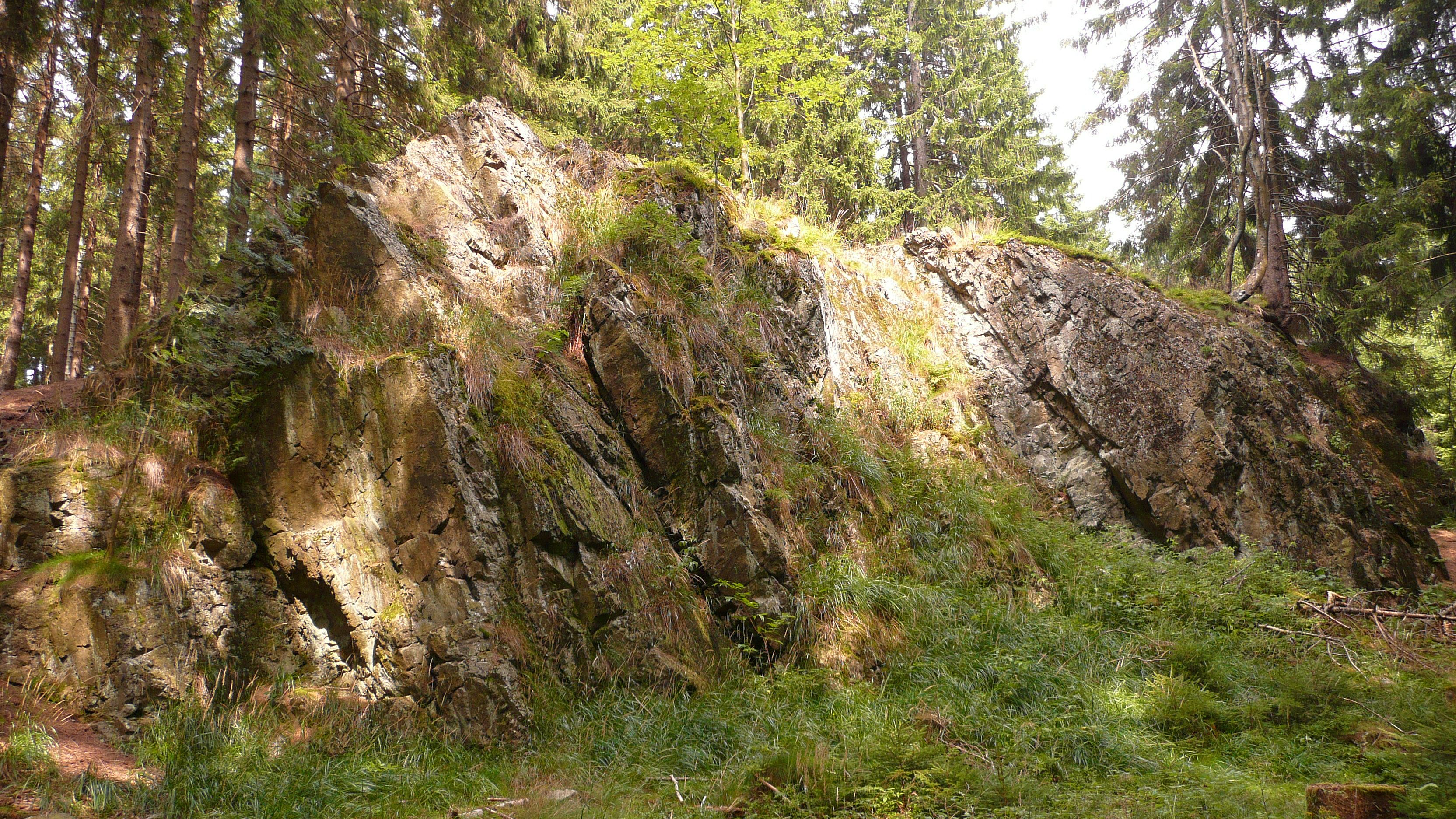
Kleine Wurmbergklippe nahe der Mittelstation der Wurmbergseilbahn

Der Gipfel des Wurmberges ist mit alten, eigenartigen Steinanlagen überzogen, die lange als Überreste einer vermeintlich jahrtausendalten vorchristlichen Kultstätte interpretiert wurden.
Eine lange, in gerader Linie geführte und aus unbehauenen Steinen gefügte Treppe beginnt etwa 90 Höhenmeter oberhalb des Bergbaureviers auf Eisenerz an der Ostflanke des Berges und mündet am Rand des Gipfelplateaus in ein Terrassenfeld mit Kanten aus gleichfalls unbehauenen Steinen. Im Volksmund wurde diese Treppe im 19. Jahrhundert Heidentreppe genannt; im 20. Jahrhundert bürgerte sich der Name Hexentreppe ein. Heinrich Pröhle berichtete 1856 in seinen Harzsagen, dass in Verlängerung der Treppe ein steinerner Weg auf dem Plateau zu einem runden Steinhaufen führt. Anlässlich seiner Sammlung der Sagen des Oberharzes wurde ihm 1851 durch Bewohner Braunlages berichtet, dass dort einst ein heidnischer Tempel gewesen sei.
Zwischen 1949 und 1956 führte Walter Nowothnig (1907–1971) auf dem Wurmberg mehrere archäologische Grabungen durch. Die Sagensammlung Pröhles bestärkte in ihm den Verdacht, dass das Gerücht, diese Treppe sei erst durch den um 1825 in Braunlage lebenden, reitenden Förster Daubert angelegt worden, nicht länger haltbar war. Durch Nowothnigs Grabungen wurde der steinerne Weg wiederentdeckt und schließlich am Ende des Weges eine kreisrunde Wallanlage von etwa 10 m Durchmesser freigelegt, welche die Reste eines quadratischen Steinbaus umschließt. Des Weiteren wurden südlich des Weges die Fundamente eines kleinen Rundbaus entdeckt. 2006 wurde eine weitere, größere Wallanlage am Westrand des Gipfelplateaus bekannt. Nowothnig fand keine Anhaltspunkte für die Datierung der Anlage, weshalb sie fortan als Prähistorische Kultstätte unbekannter Zeitrechnung geführt wurde.
Unwissenschaftliche Spekulationen machten aus den Steinsetzungen schnell eine keltische Kultanlage. Der quadratische Bau innerhalb der Wallanlage wurde zu einem Tempel, der Weg zu einer Prozessionsstraße, die Steinterrassen zu einem Kulttheater und die Reste des kleinen Rundbaus erhielten den Namen Hexenaltar. Von 1999 bis 2000 wurden unter Leitung von Michael Geschwinde und Martin Oppermann erneut archäologische Untersuchungen auf dem Wurmberg durchgeführt. Die Ergebnisse dieser Forschungen sind reichlich ernüchternd. Die quadratische Formation erwies sich als Fundament einer von 1820 bis 1840 bestehenden Steinhütte, welche der Oberförster Daubert dort angelegt hatte. Die Reste dieser Hütte, eben jener bei Pröhle erwähnte Steinhaufen, wurden 1890 für die Errichtung des im Absatz Allgemein genannten trigonometrischen Messturmes genutzt. Die kreisrunde Anlage entstand erst beim Bau dieses Turmes als Widerlager für Schrägpfosten, die den Turm allseits abstützten. Unterhalb eines der Steine der Hexentreppe wurde ein englischer Knopf aus der Zeit um 1800 gefunden, womit sich diese Treppe schließlich doch als ein Werk Dauberts erwies. Auch die große Wallanlage ist wahrscheinlich ein vom besagten Förster angelegtes Gehege gewesen. Der runde Hexenaltar konnte als Fundamentrest der alten Signalanlage von 1850 identifiziert werden. Einzig das Alter der steinernen Terrassenanlage konnte nicht zweifelsfrei geklärt werden. Geschwindes Team hält eine durch starke Erosion natürlich entstandene geologische Formation für wahrscheinlich, die später von Menschenhand ausgebaut wurde.
Nowothnig scheint durch seine sagenhaften Funde so geblendet gewesen zu sein, dass er sowohl den Messturm, der erst zwanzig Jahre vor den Grabungen abgebrochen wurde, als auch das Signal, das ihm durch Pröhles Berichte bekannt war, nicht in seine Untersuchung einbezog. Der Förster Daubert und seine Tochter waren bekannt für ihre Gelage auf dem Berg, und der Aberglaube Braunlager Einwohner scheint dahinter heidnische Handlungen vermutet zu haben. Aus ihren Erzählungen wurde in wenigen Jahrzehnten die Sage vom Heidentempel. Obschon mit Sicherheit ausgeschlossen werden kann, dass sich einst auf dem Berg eine prähistorische Kultanlage befand, wurde das Bergplateau 2003 auf Grund seiner einzigartigen Spuren menschlicher Nutzung des Oberharzes in der frühen Neuzeit als Grabungsschutzgebiet ausgewiesen.

### Allgemein

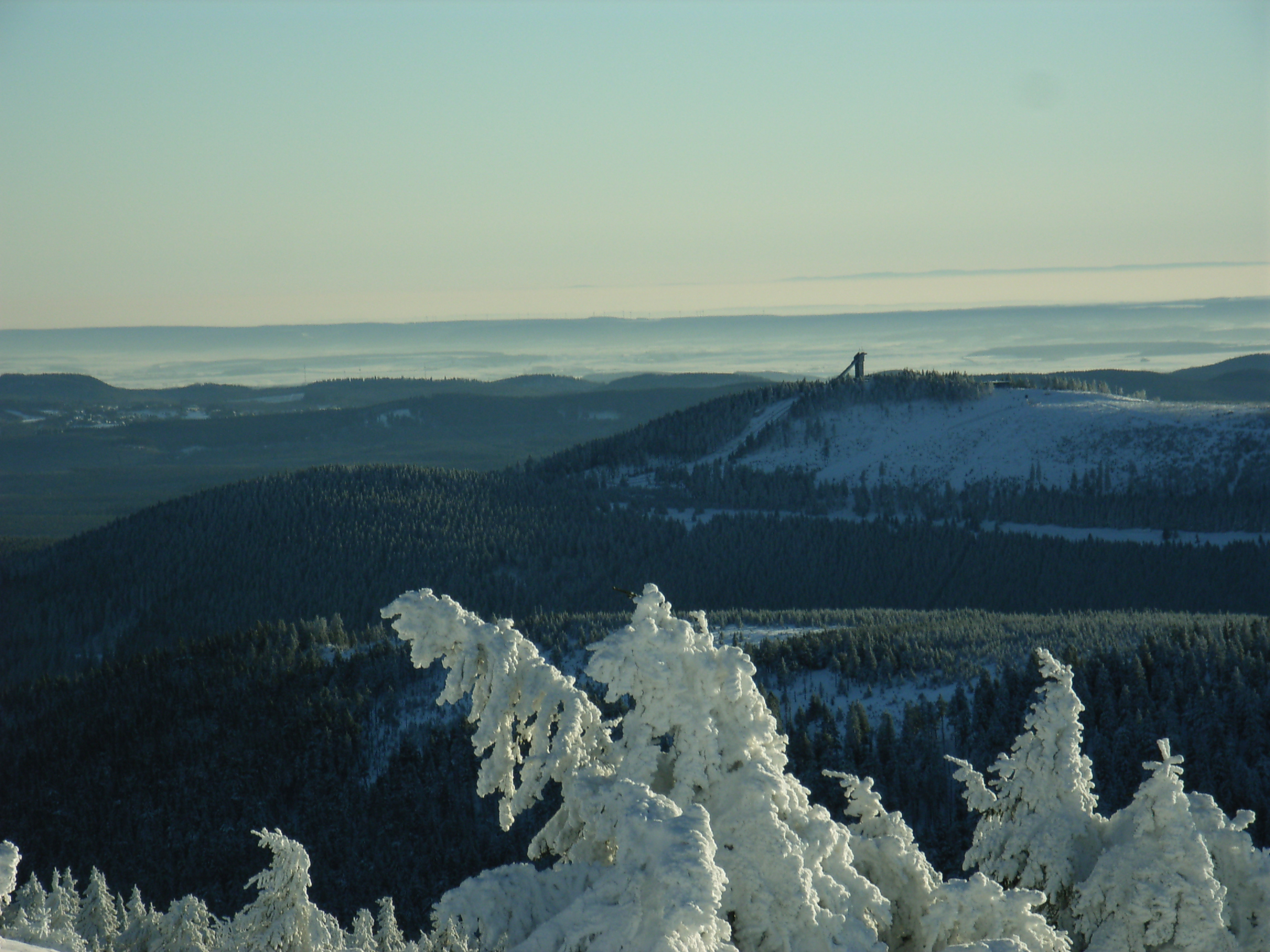
Blick vom Brocken zum Wurmberg mit der ehemaligen Wurmbergschanze

Um 1850 wurde auf dem Gipfel des Wurmbergs das erste Signal zur Vermessung des Harzes errichtet. Es wurde 1890 durch einen Holzturm für trigonometrische Messungen ersetzt, der bis 1930 bestand.
Im Jahr 1922 wurde eine Skisprungschanze erbaut (siehe Abschnitt Skisprungschanzen) und in den 1950er Jahren direkt angrenzend eine Gaststätte – die Wurmberg-Alm.
Die Deutsche Teilung führte dazu, dass die innerdeutsche Grenze nördlich und östlich am Wurmberg vorbei verlief. Während des Kalten Krieges befand sich auf dem Gipfelplateau eine Abhörstation: 1972 errichteten US-Geheimdienste auf dem Wurmberg einen 81 m hohen Turm, den North Tower, zur Aufnahme der entsprechenden Abhörgeräte. Diese Station wurde am 22. August 1994 gesprengt und ihre Überreste beseitigt (siehe auch: Aufklärungsturm auf dem Stöberhai).
Seit 1963 führt von Braunlage aus die Wurmbergseilbahn auf den Berg.

### Sende- und Messanlagen
Auf dem Wurmberg befand sich ein Füllsender für die Stadt Braunlage. Dieser diente zur Zeit der Deutschen Teilung auch zur Versorgung von Teilen der DDR, unter anderem der Stadt Halle (Saale), mit dem Westfernsehen des ZDF, weil der Sender Torfhaus als Grundnetzsender in diesem Gebiet durch den Brocken abgeschirmt war. Nach der Wende kamen weitere Frequenzen zur Versorgung der Ortschaft Schierke hinzu.
| Kanal | Frequenz (MHz) | Programm                     | ERP (kW) | Sendediagramm rund (ND)/ gerichtet (D) | Polarisation horizontal (H)/ vertikal (V) |
| ----- | -------------- | ---------------------------- | -------- | -------------------------------------- | ----------------------------------------- |
| 26    | 511,25         | Das Erste (MDR)              | 0,01     | D                                      | H                                         |
| 43    | 647,25         | ZDF                          | 0,25     | D                                      | H                                         |
| 58    | 767,25         | MDR Fernsehen Sachsen-Anhalt | 0,032    | D                                      | H                                         |
| 60    | 783,25         | NDR Fernsehen Niedersachsen  | 0,25     | D                                      | H                                         |

Auf dem Berggipfel gibt es seit September 2007 ein 70-cm-Amateurfunkrelais. Es hat das Rufzeichen DB0WUR und sendet auf 438,550 MHz. Damit lassen sich große Teile von Niedersachsen, Thüringen, Hessen und Sachsen-Anhalt erreichen.
Auf dem Gipfel befindet sich zudem in einem Container eine von 25 Messstellen des Lufthygienischen Überwachungssystems Niedersachsen.

### Wurmbergsteinbruch

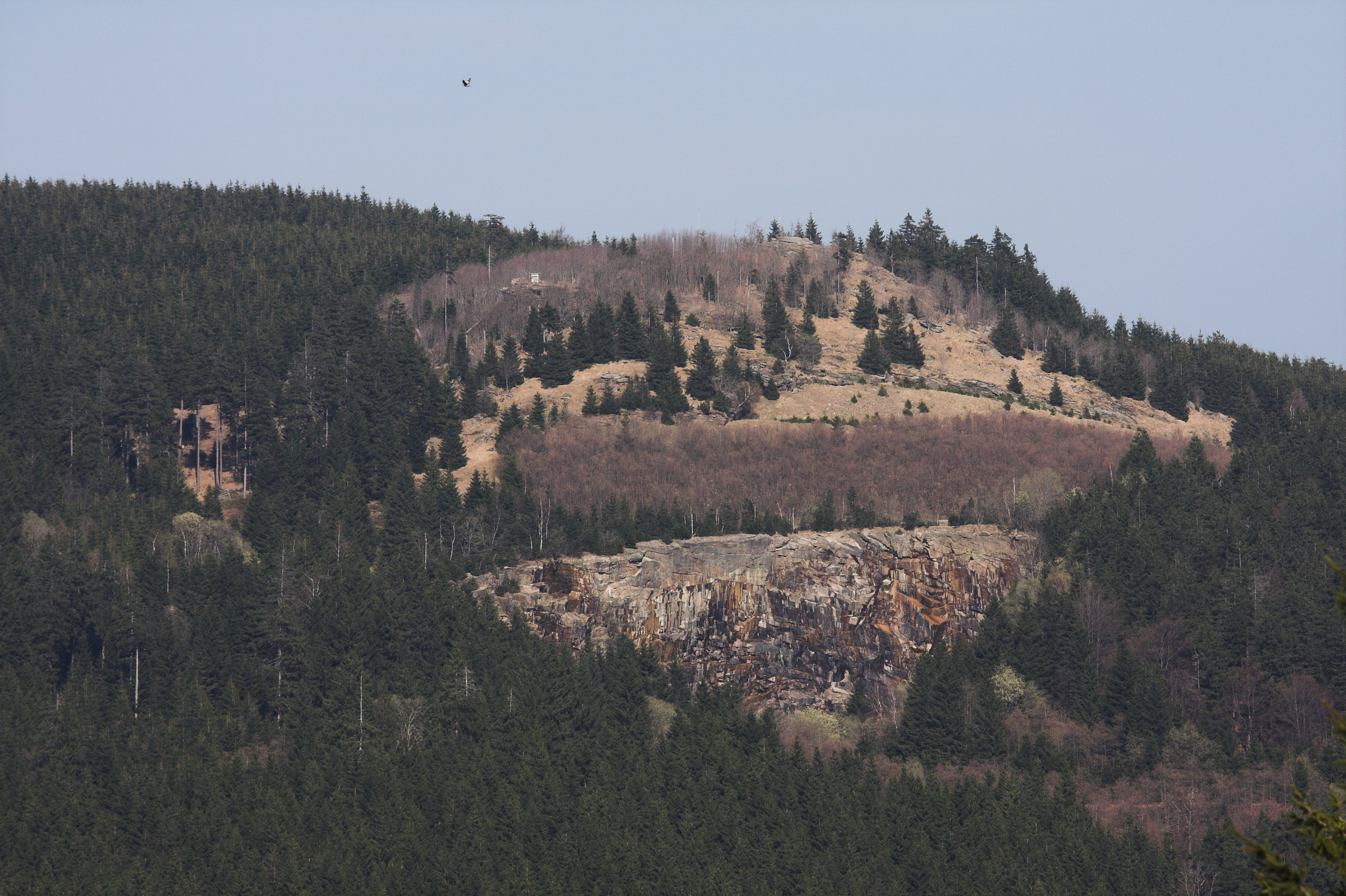
Wurmbergsteinbruch und Große Wurmbergklippe aus der Ferne

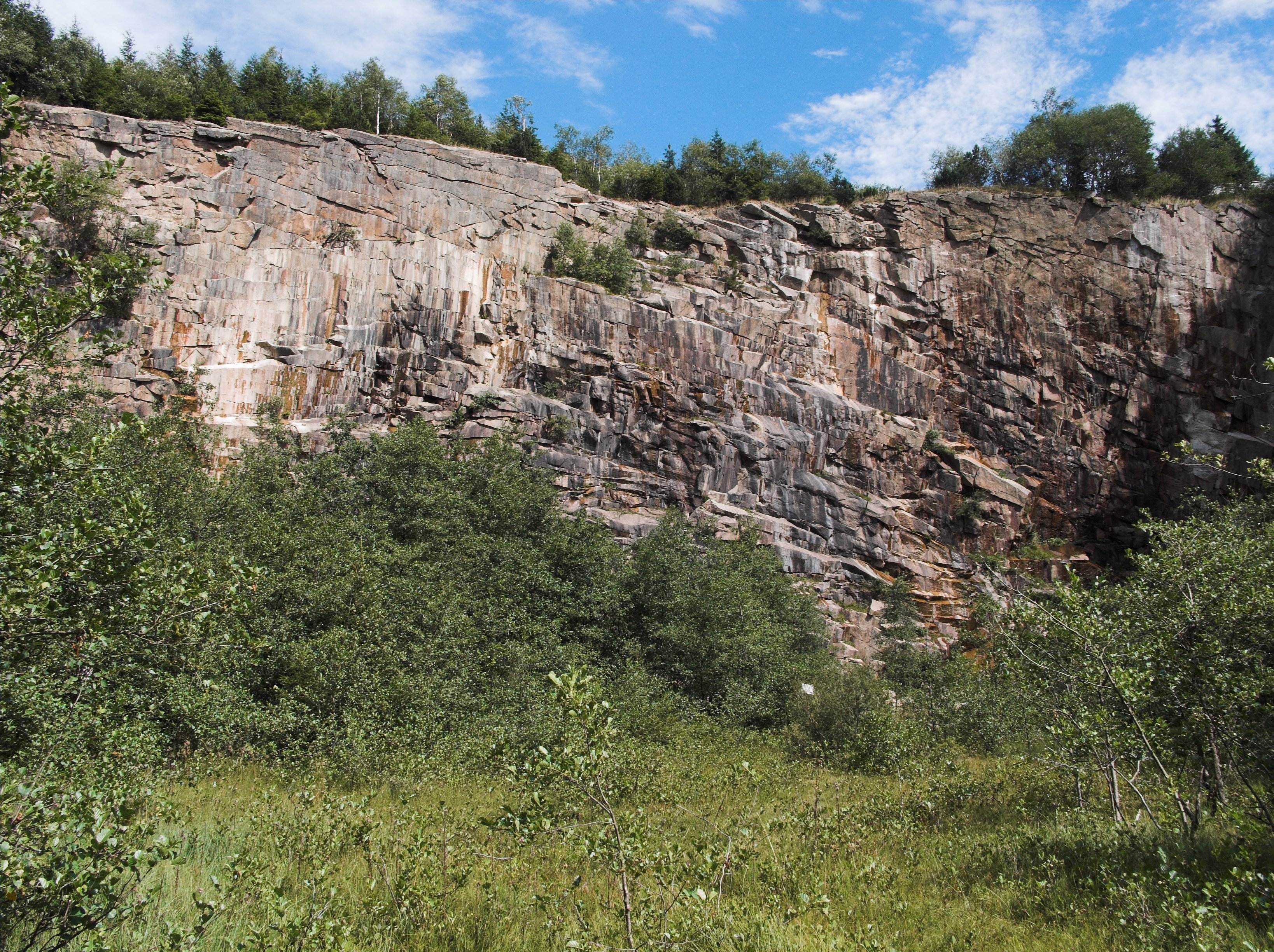
Wurmbergsteinbruch aus der Nähe

Der Steinbruch am Wurmberg wurde im Zuge der Errichtung der Schmalspurbahn Walkenried–Braunlage/Tanne 1899 angelegt. Seit dem 1. September 1899 befand sich am Fuße des Wurmbergs am Brockenweg der Güterbahnhof Wurmberg (bis 1958). Dort wurden die Roh- und Werksteine aus Wurmberg-Granit verladen. Am Güterbahnhof befand sich seit 1925 das „Knacker“ genannte Schotterwerk.
Die Verladestation Wurmberg war zunächst mittels eines Bremsberges mit der weiter oben am Berg gelegenen unteren Steinbruchsohle verbunden. Auf diesem wurden die Steine in an Seilen befindlichen Loren transportiert. Der Damm, auf dem die Gleise dieser Transportanlage verlegt waren, ist heute noch in voller Länge erkennbar. Später wurde auf dem Damm eine Seilbahn errichtet, deren Pfeilerfundamente noch heute im Wald zu finden sind.
1974 wurde der Steinbruchbetrieb eingestellt. Geblieben ist eine beachtlich hohe Gesteinswand im unteren Teil des Steinbruchs. Der obere Steinbruch wurde mit Abraum gefüllt, der im ersten Bauabschnitt der Umgehungsstraße Braunlage anfiel. Seit 2006 liegt er innerhalb des Naturschutzgebiets Wurmberg.

## Wurmbergseilbahn

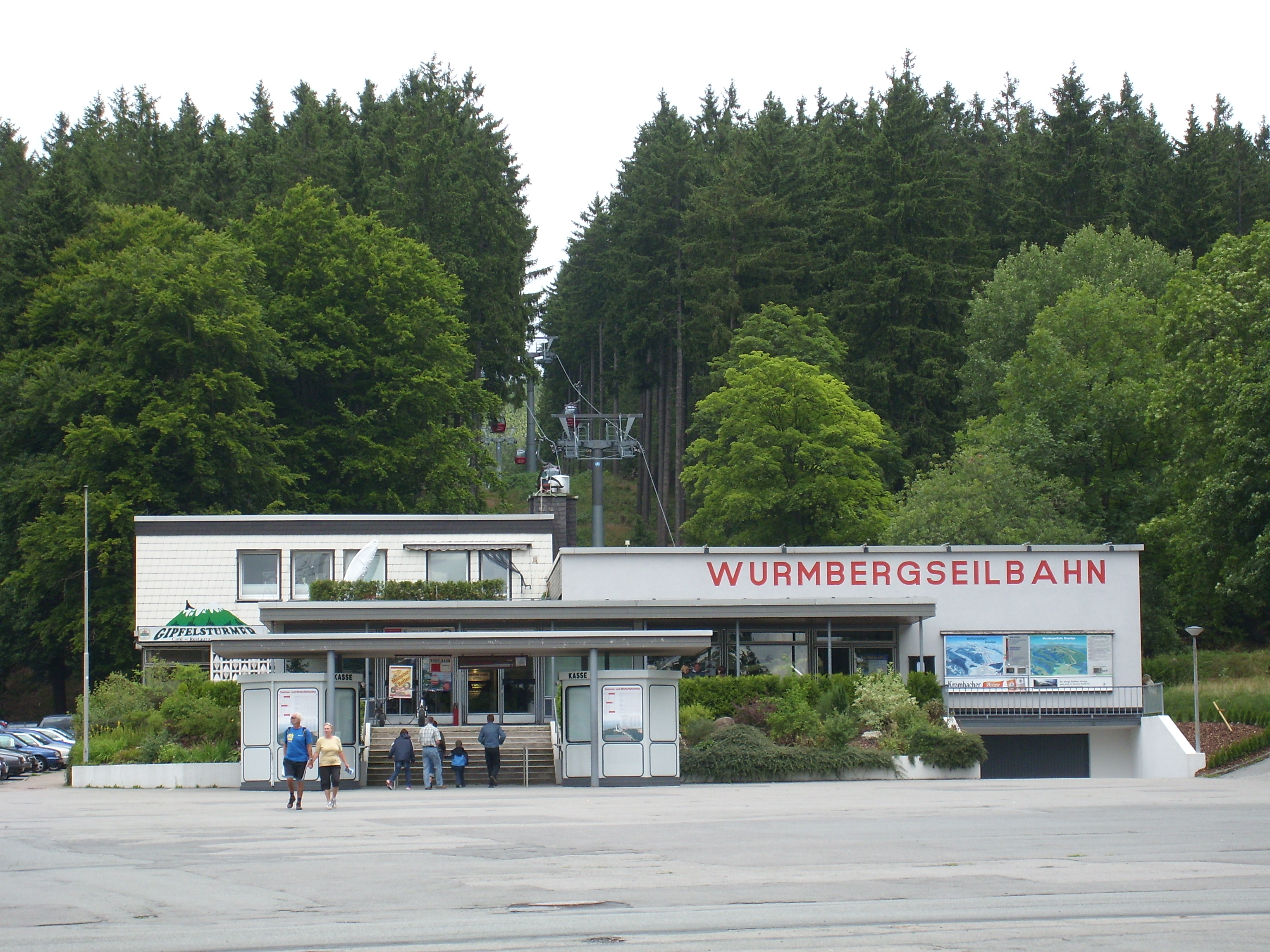
Talstation der Wurmbergseilbahn

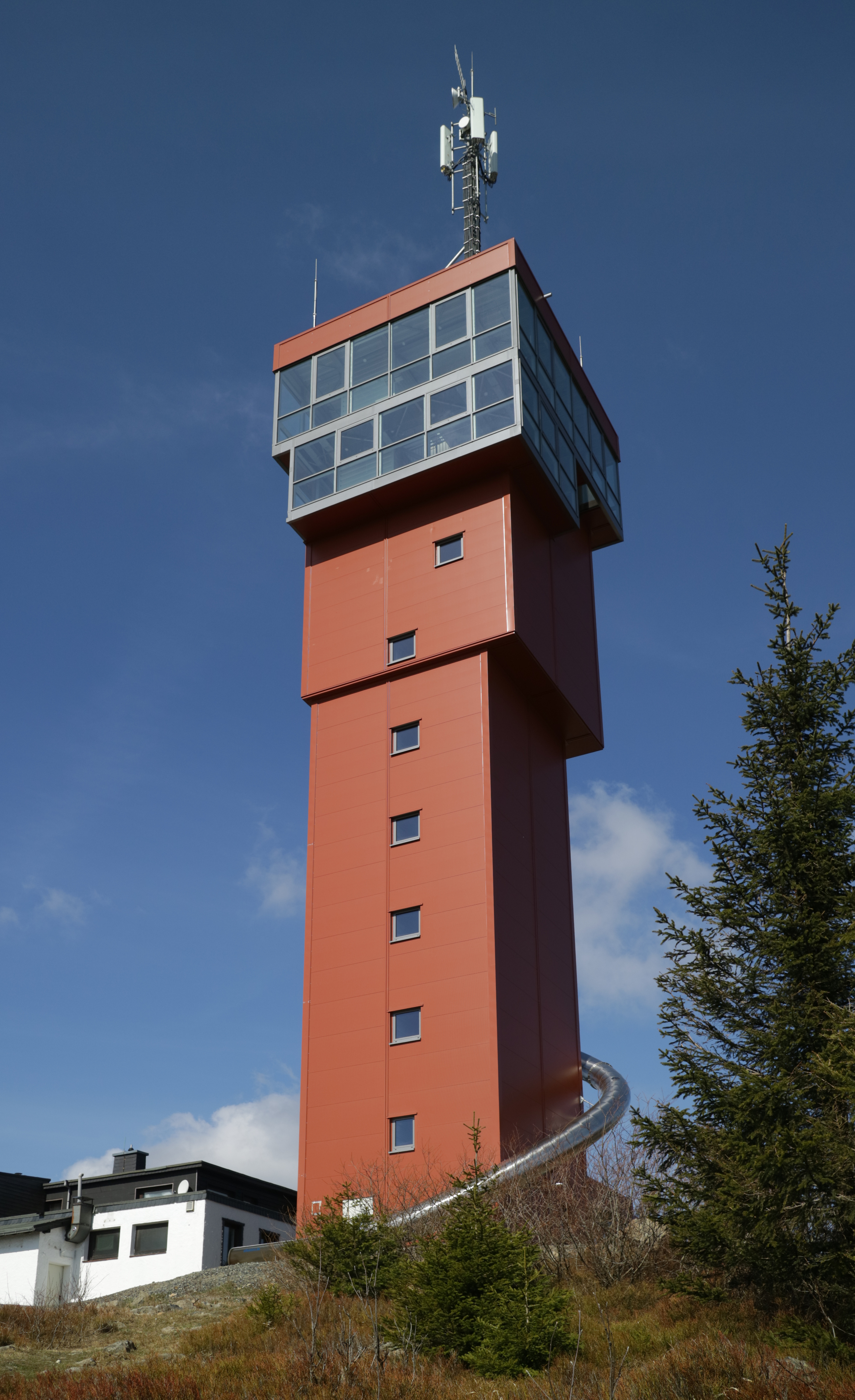
Der Wurmbergturm im April 2020

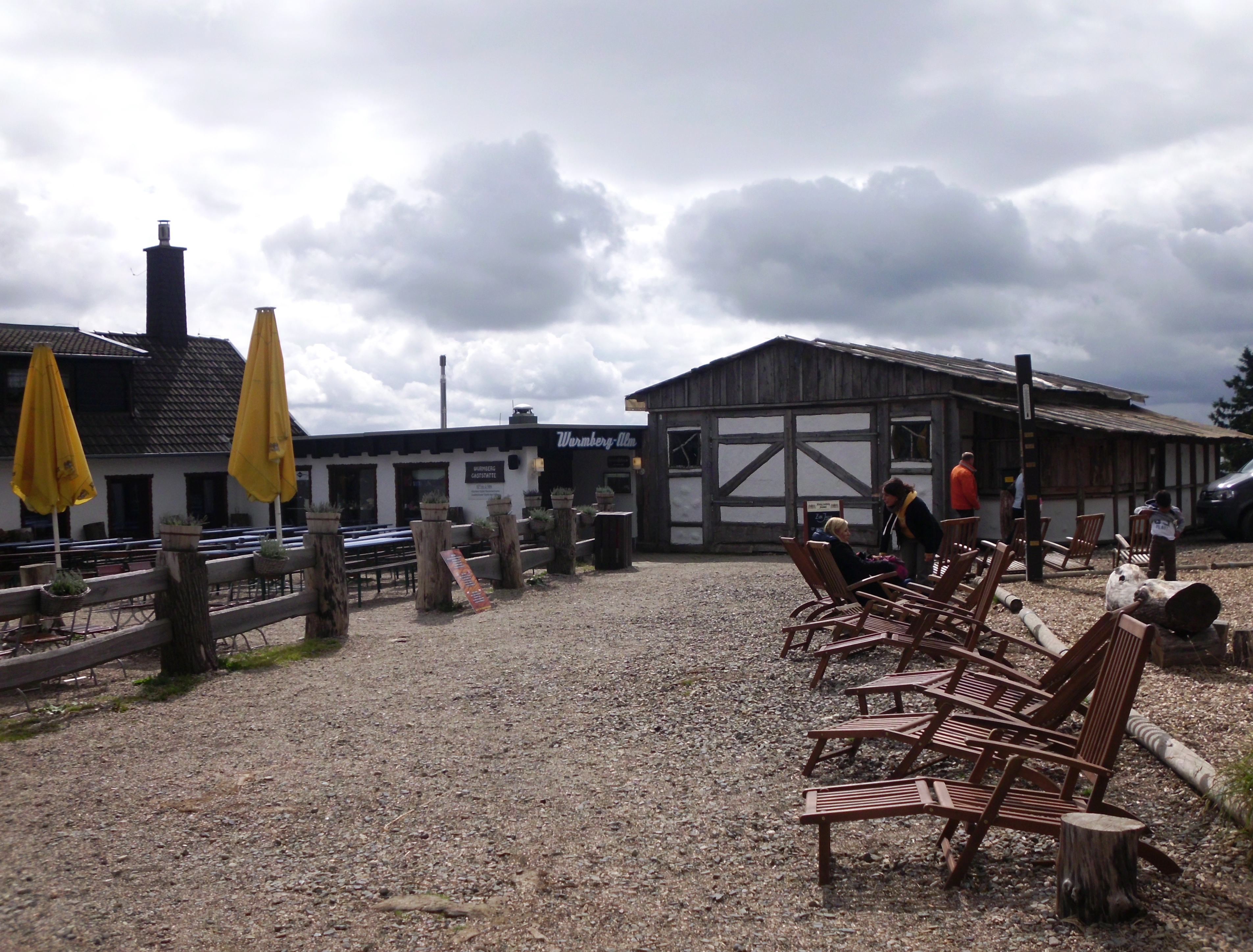
Wurmberg-Alm auf dem Gipfel

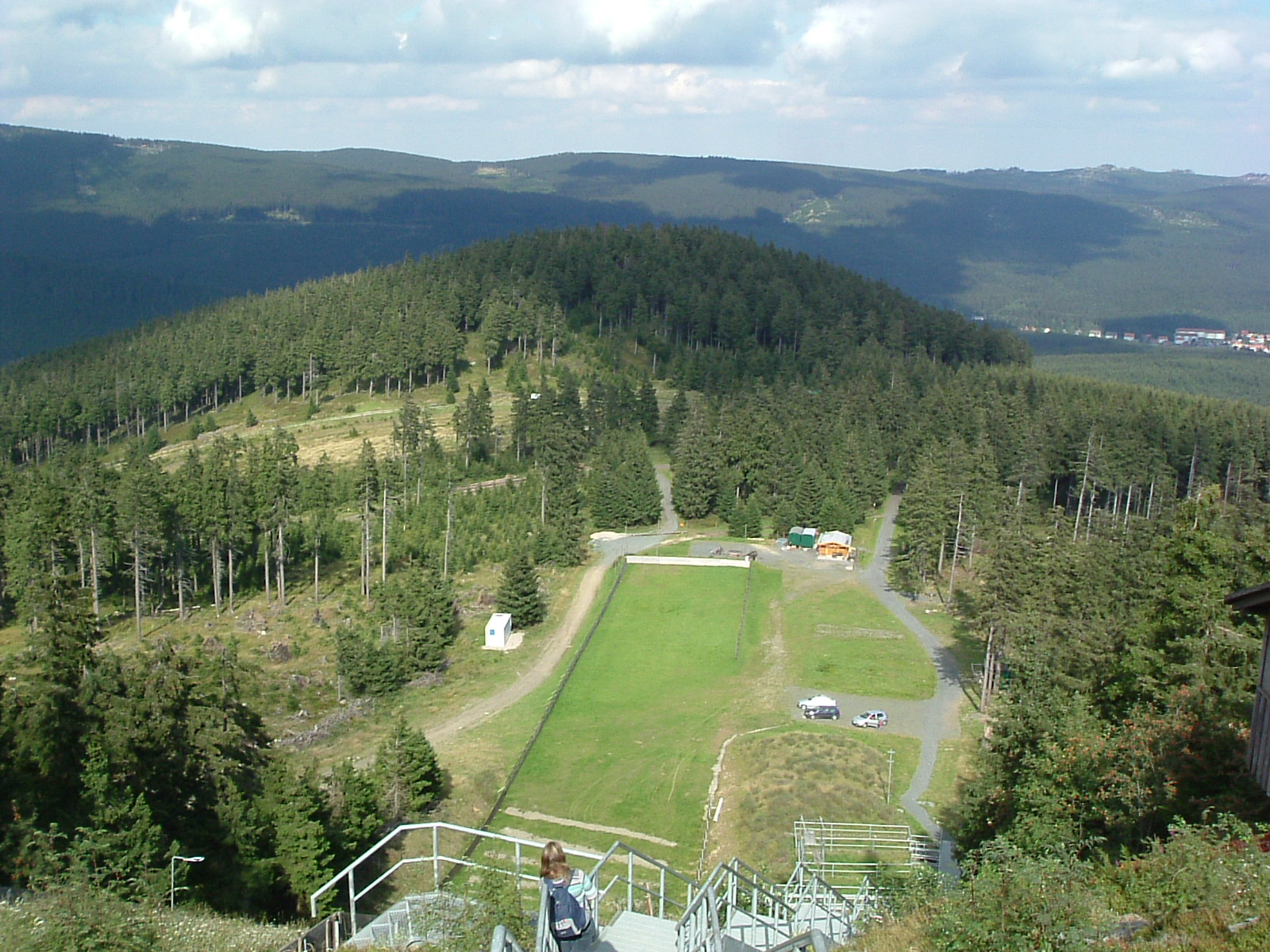
Blick über den Auslauf der ehemaligen Wurmbergschanze (2006) mit baumlosen Streifen (links) vor dem Großen Winterberg an ehemaliger innerdeutscher Grenze und Ausläufern von Schierke (rechts)

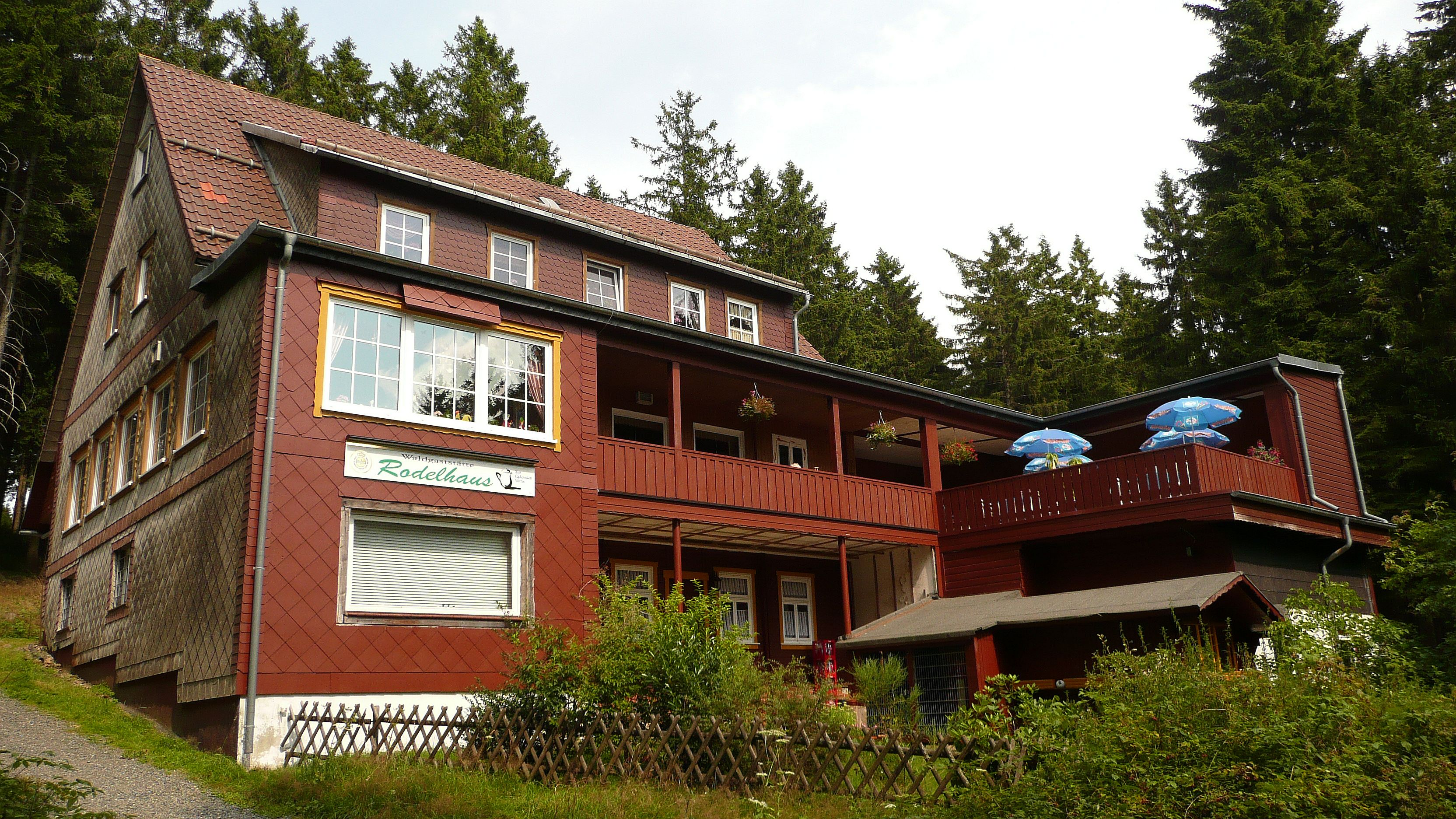
Das Rodelhaus nahe der Seilbahn-Mittelstation

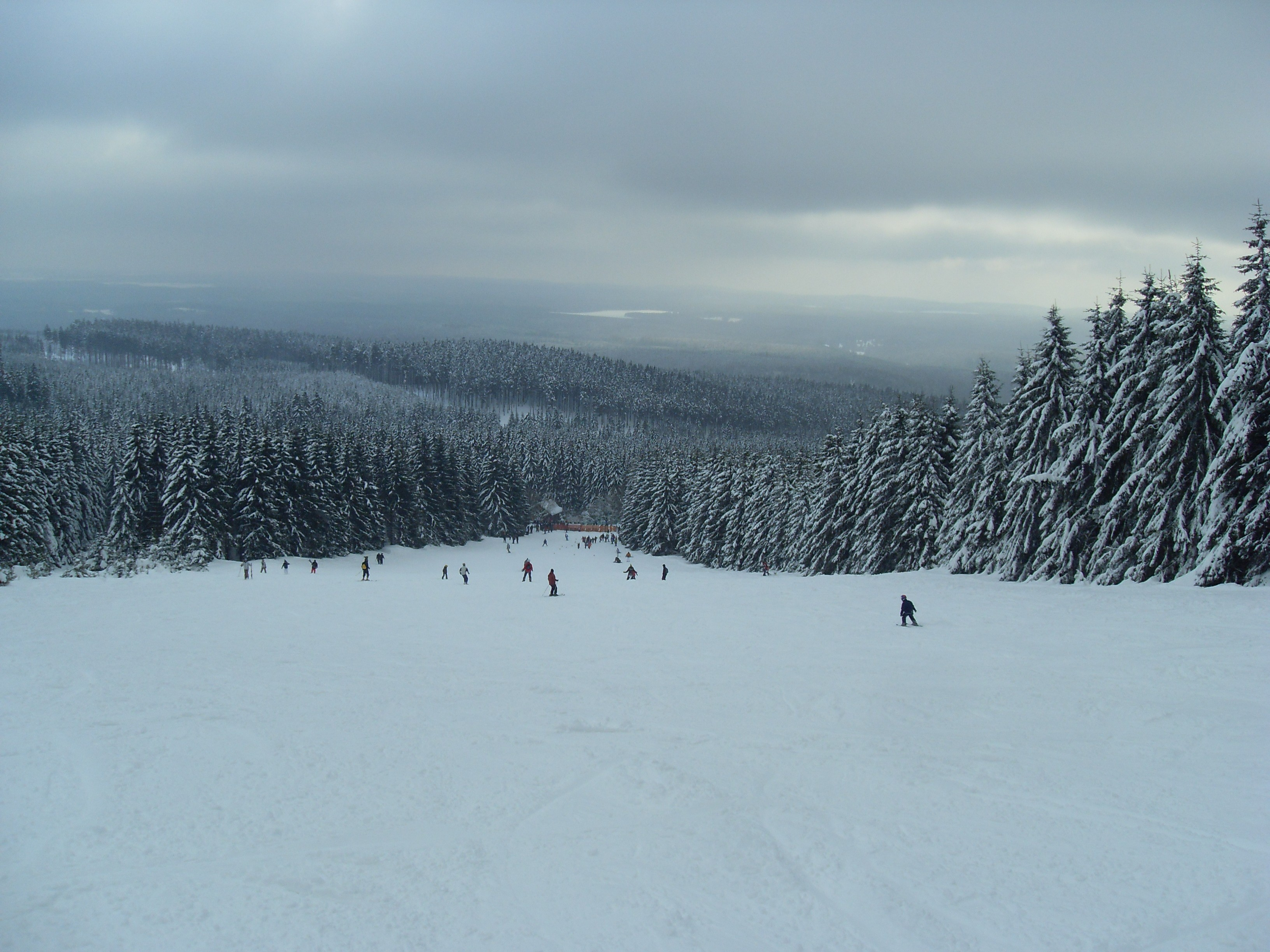
Hexenritt-Abfahrt auf dem Wurmberg

Die Wurmbergseilbahn führt als Kleinkabinenbahn von Braunlage auf den Wurmberg. Die einstige Zwei-Sektionen-Bahn wurde in zwei Bauabschnitten errichtet: Seit 1963 verlief sie von der heutigen Mittel- zur Bergstation; das untere Stück von der Tal- zur Bergstation wurde erst 1967 eröffnet.
2001 wurde die heutige Ein-Sektionen-Bahn eingeweiht – mit Aus- und Zustiegsmöglichkeit an der Mittelstation. Die Seilbahn überwindet 397,5 m Höhenunterschied, ist 2,8 km lang, ganzjährig geöffnet dient sie den vielen Wintersportlern und Wanderern als Aufstiegshilfe. 

## Wurmbergturm
Der 1951 gebaute alte Turm mit Skisprungschanze auf dem Wurmberg wurde im Jahr 2014 wegen Einsturzgefahr abgerissen. Im Jahr 2018 wurde mit dem Bau des neuen Wurmbergturms begonnen.
Die Bauarbeiten an dem Turm dauerten 13 Monate – und damit länger als zunächst erwartet. Grund war das Wetter, wegen starker Stürme und Schneefälle konnte mehrere Monate lang nicht gearbeitet werden.
Die Gesamtkosten des 32 Meter hohen Neubaus aus rotem Metall und zwei gläsernen Aussichtsplattformen betrugen rund zwei Millionen Euro.
Aufwärts geht es über einen Fahrstuhl oder eine Treppe mit 192 Stufen. Abwärts können die Besucher auch durch eine etwa zwölf Meter lange Edelstahlröhre nach unten rutschen, die sich ab halber Höhe um den Turm windet.
Der neue Aussichtsturm wurde im September 2019 eröffnet. Er steht an der Stelle des früheren Anlaufturms der ehemaligen Sprungschanze.
Auf 1000 Meter über dem Meeresspiegel kann im Wurmbergturm in den Sommermonaten auch geheiratet werden.

## Wandern und Freizeit
Zu den Wanderzielen auf dem oder nahe dem Wurmberg gehören neben seinem Gipfel die Gaststätte Rodelhaus, die Kleine und Große Wurmbergklippe, der Wurmbergsteinbruch, die Bärenbrücke an der Warmen Bode sowie die Ortschaften Braunlage, Elend, Königskrug und Schierke.
In der warmen Jahreszeit kann auf dem Berg mit Mountainbikes und Monsterrollern gefahren werden. Die auf dem Berg stehende Gaststätte Wurmberg-Alm ist als Nr. 156 in das System der Stempelstellen der Harzer Wandernadel einbezogen.
Für Kinder gibt es Spielplätze und ein großes Ziegengehege, das begangen werden kann. Unweit des Ziegengeheges gibt es noch ein Hasengehege mit kleinen und großen Hasen, Zwergkaninchen und Meerschweinchen. Zum Spielen gibt es zudem eine 110 Meter lange Murmelbahn, die höchstgelegene in ganz Norddeutschland.

## Wintersportgebiet
Auf dem Wurmberg liegt ein Wintersportgebiet (etwa 570 bis 971,2 m Höhe):

### Skisprungschanzen
Der Wurmberg ist Standort mehrerer Skisprungschanzen: Auf seinem Gipfel wurde 1922 die Wurmbergschanze errichtet, deren 30 m hoher Anlaufturm eine Aussichtsplattform enthielt; aufgrund von Bauschäden wurde sie 2014 abgerissen. Auf dem Südhang stehen nahe Braunlage die Brockenwegschanzen.

### Rodelhaus und Rodelbahn
Auf etwa halber Höhe des Südhangs steht 100 m neben der Mittelstation der Wurmbergseilbahn das Rodelhaus. Es entstand aus einem einfachen Wirtschaftsgebäude direkt am Anfang der 1908 eröffneten Rodelbahn, ist bis heute bewirtschaftet und ein beliebtes Ausflugsziel. Auf der 1,5 oder 2 km langen Strecke kann man mit Schlitten hinab zur Verlobungswiese nahe der Talstation der Seilbahn rodeln.

### Skifahren

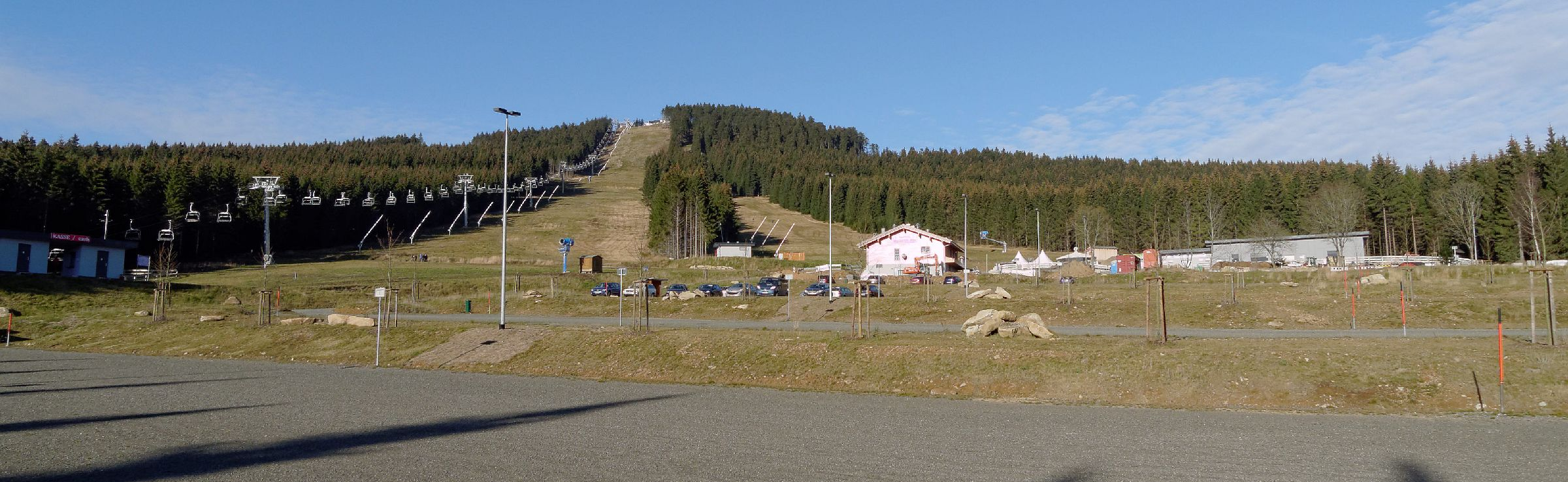
Neue Abfahrt vom Gipfel hinunter zum Hexenritt

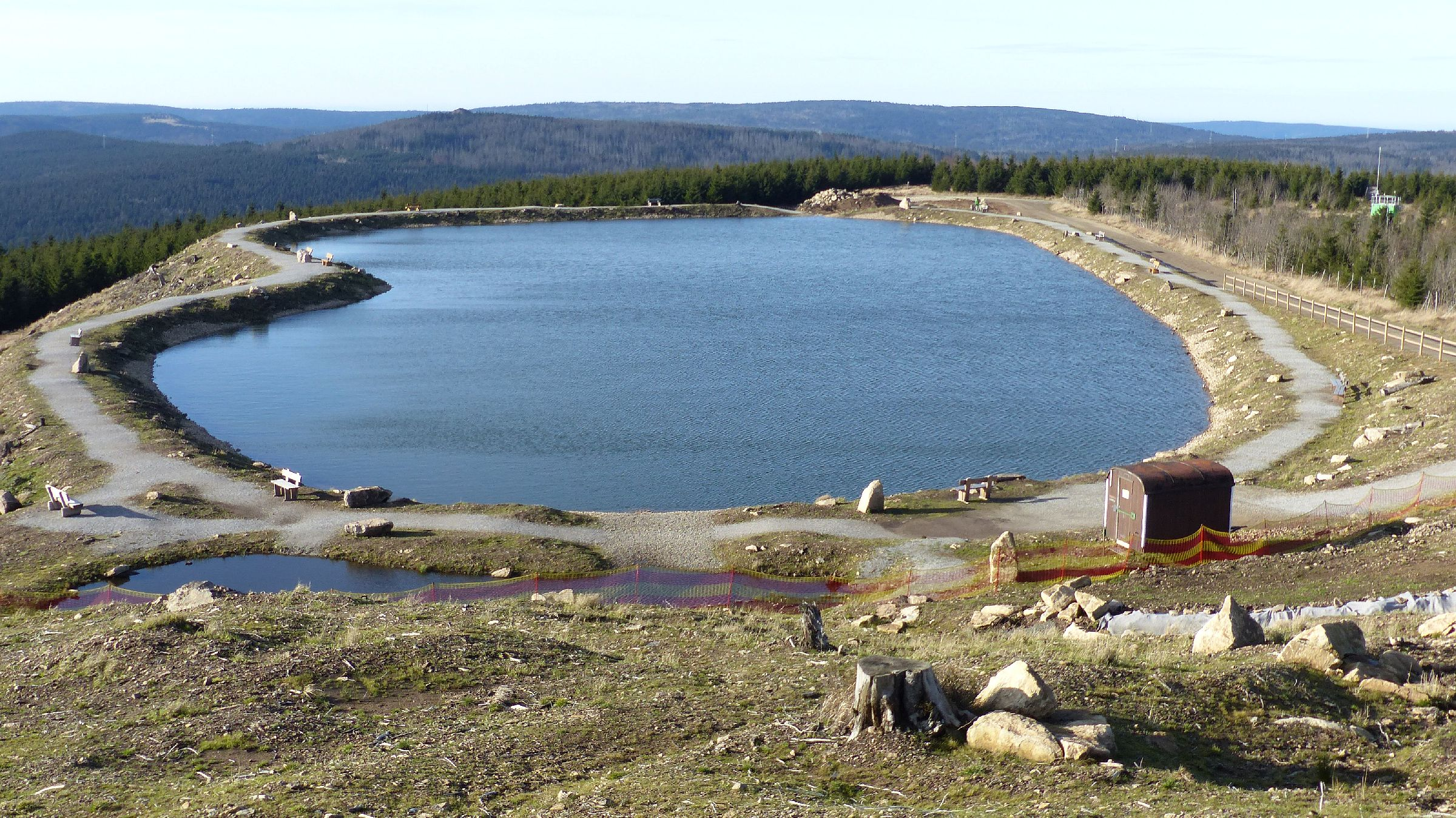
Blick von Osten auf den Schneisee

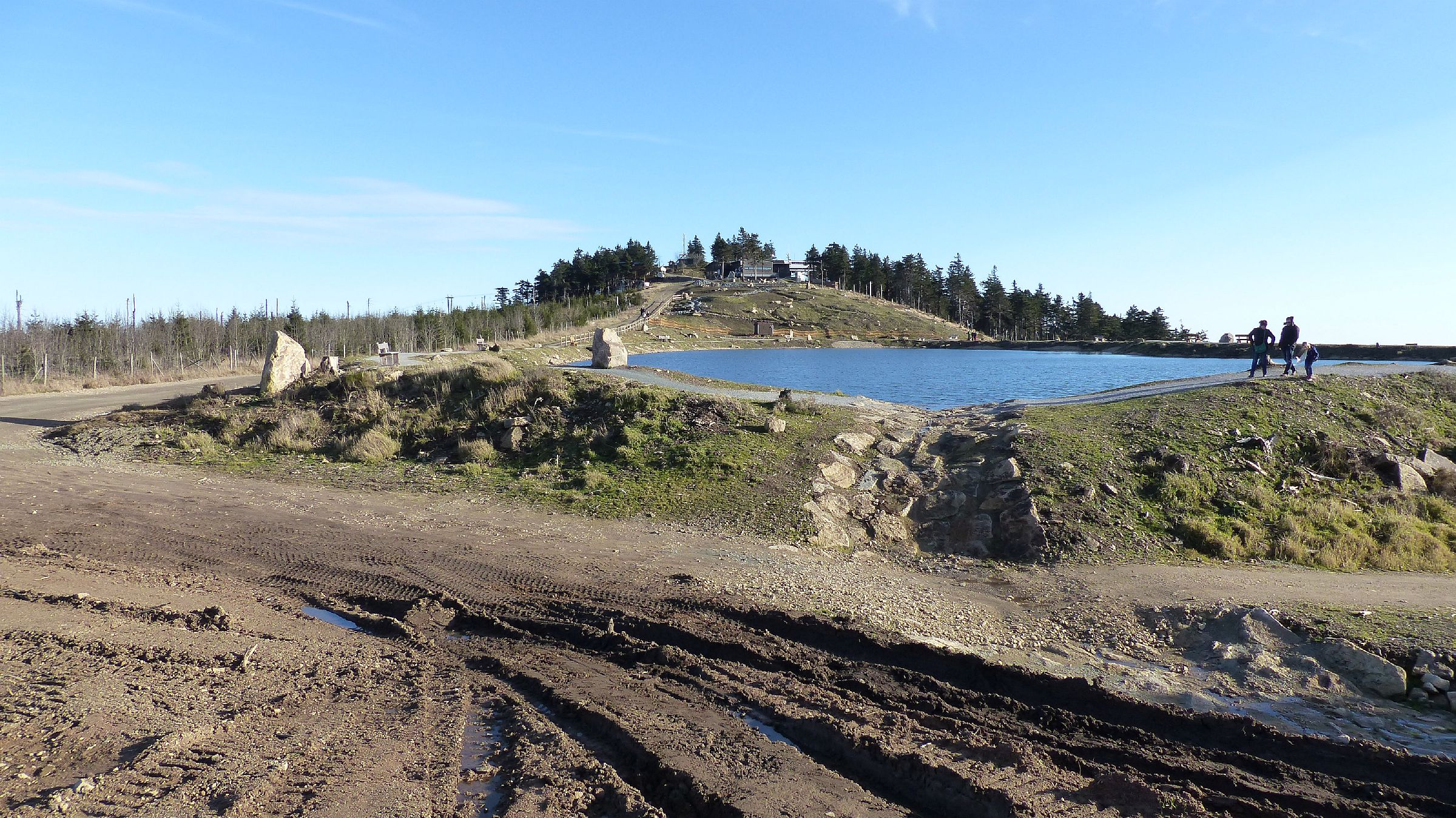
Blick von Westen auf den Schneisee und den Gipfel

Auf dem Wurmberg gibt es sechs Skipisten mit Schwierigkeitsgraden von leicht bis schwer und etwa 12 km Gesamtlänge. Die längste Piste liegt überwiegend auf dem Südhang mit 4,5 km Länge und 400 m Höhenunterschied; auf direkterem Weg verläuft teils parallel dazu eine weitere Piste mit rund 3,5 km Länge. Auf dem Südosthang liegen der Skihang Kaffeehorst, der 400 m lang ist und 80 m Höhenunterschied hat, und die Piste Hexenritt, die zirka 180 bis 200 m lang ist und 60 m Höhenunterschied aufweist; zudem gibt es dort den Snowboardhang für Snowboarder, der 400 m lang ist und 80 m Höhenunterschied hat. An der Nordseite liegt die Piste Nordhang, die 350 bis 400 m lang ist und 80 m Höhenunterschied aufweist.
Außer der Wurmbergseilbahn (s. o.) stehen Skifahrern und Snowboardern drei Schlepplifte – der Doppelankerlift (430 m lang; 1968 gebaut) auf dem Südosthang am Kaffeehorst und Hexenritt und zwei parallel verlaufende Tellerlifte (je 300 m lang; 1974 gebaut) auf dem Nordhang an der Skiwiese – zur Verfügung, die zusammen eine Beförderungskapazität (ohne die Seilbahn) von 2.454 Personen pro Stunde haben. Ab der Wintersaison 2013/2014 steht außerdem ein neuer Viersessellift zur Verfügung.
Für Langläufer steht die 3,5 km lange Wurmberg-Loipe zur Verfügung, von der eine Verbindung zu anderen Loipen besteht, wobei das Loipennetz im Harz über 500 km Gesamtlänge hat.

### Wurmberg 2015
Im Spätsommer 2012 wurde gegen erheblichen Widerstand von Naturschutzorganisationen mit dem 7,5 Millionen Euro teuren Projekt „Wurmberg 2015“ begonnen. Die Rodungsarbeiten für die Verbreiterung der vorhandenen Skipisten sowie zwei neuen Skipisten und einen Großparkplatz südlich des Kaffeehorstes wurden am 29. September 2012 zum größten Teil abgeschlossen. 2013 wurde dann westlich des Gipfels der 5.000 m² große Schneisee angelegt, welcher der Wasserversorgung von umfangreichen Beschneiungsanlagen dient. Die neue Abfahrt vom Gipfel hinunter zum Kaffeehorst wurde mit einer modernen Schneelanzen-Anlage und einem 4er-Sessellift ausgerüstet.
Zum Start der Saison 2017/2018 wurde eine Beleuchtungsanlage für den Flutlichtbetrieb in Betrieb genommen. Direkt unterhalb der Piste findet sich ein Großparkplatz mit 600 Stellplätzen. Die anderen Pisten wurden durch Schneekanonen schneesicherer gemacht; Kritiker bezweifeln allerdings, ob diese Maßnahme in der Höhenlage des Oberharzes sinnvoll ist. Schließlich wurden noch etliche für den Betrieb der neuen Anlagen nötige Gebäude errichtet. Über den Gipfel sind nun die verschiedenen Abfahrten miteinander verbunden.
Am 6. Dezember 2013 wurde das umgebaute Skigebiet eröffnet.

#### „Schierke 2000“
Nordöstlich des Wurmbergs – im Bereich zwischen Großem und Kleinem Winterberg – war in Richtung des Dorfs Schierke in Sachsen-Anhalt eine Liftanlage oder Gondelbahn mit vier neuen Abfahrten geplant. Des Weiteren sollte eine Reifenrodel-Anlage (Snowtubing) mit Lift entstehen. Im Endstadium sollte das Wintersport- und Skigebiet über 13 Abfahrten mit insgesamt rund 30 km Pisten verfügen. Es sollen zudem die Möglichkeiten für Aktivitäten in der warmen Jahreszeit erweitert werden: Zum Beispiel sollte ein Ziprider errichtet werden.
Kritisiert wurde an dem Projekt, dass es auf einer öffentlich-privaten Mischfinanzierung beruhte und weitere Beschneiungsanlagen mit entsprechendem Wasserbedarf erforderlich gemacht hätte. Eine Machbarkeitsstudie des Projekts „Natürlich. Schierke“ ging von der Rodung von mehr als 40 ha Bergwald und von starken Eingriffen bzw. Zerstörung von besonders geschützten Biotopen und seltenen Vogelarten aus. Diese Eingriffe sollten u. a. durch Aufforstung kompensiert werden.
Eine wirtschaftliche Amortisation sollte bei einem Basisszenario von durchschnittlich 60 Skitagen im Jahr 2020 erfolgen. Die Planungen für das Skigebiet mit Lift und Abfahrten wurden 2023 schlussendlich auch planungsrechtlich aufgegeben.